# Interaction fluide-structure

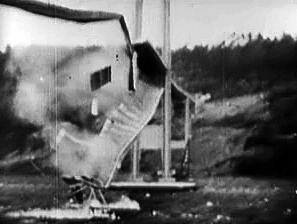
L'effondrement du pont du détroit de Tacoma, en 1940.

 (novembre 2024).
Pour les articles homonymes, voir FSI.
L'interaction fluide-structure ou IFS (en anglais, fluid–structure interaction ou FSI) concerne l'étude du comportement d'un solide immergé dans un fluide, dont la réponse peut être fortement affectée de par l'action du fluide. L'étude de ce type d'interaction est motivée par le fait que les phénomènes résultants sont parfois catastrophiques pour les structures mécaniques ou constituent dans la majorité des cas un facteur dimensionnant important.

## Principe de l'interaction
Le fluide {\displaystyle {\mathcal {F}}}, caractérisé par son champ de vitesse et de pression, exerce des forces aérodynamiques {\displaystyle {\mathcal {F}}_{a}} (forces de pression) sur la surface mouillée {\displaystyle {\mathcal {I}}} du solide {\displaystyle {\mathcal {S}}} qui se déplace et/ou se déforme sous leur action.

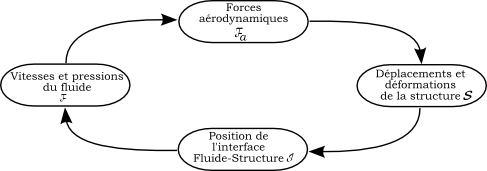
Schéma du cycle d'interaction entre le fluide et le solide.

Le déplacement et/ou la déformation du solide affecte, au moins localement, le champ de l'écoulement et par conséquent la direction et l'intensité des charges aérodynamiques : ce cycle des interactions entre le fluide et le solide est caractéristique du couplage entre les deux milieux. La nature de ce couplage dépend des systèmes et dans certains cas on peut ne considérer que l'action du fluide sur le solide (ou l'inverse), auquel cas on parle de couplage faible. Dans le cas contraire, la boucle de rétroaction possède une action significative et le couplage est dit fort, ce qui se traduit par le fait que la modification d’un seul des paramètres {\displaystyle {\mathcal {F}},{\mathcal {F}}_{a},{\mathcal {I}}} ou {\displaystyle {\mathcal {S}}}) déstabilise le cycle entier qui doit converger vers un nouvel état d’équilibre.

## Manifestations de l'interaction
Les phénomènes d'interaction fluide-structure sont courants et sont parfois à l'origine du fonctionnement de certains systèmes, ou au contraire manifestent un dysfonctionnement. Ainsi l'écoulement traversant une hélice, ou l'action du vent sur une voile de bateau permettent de propulser un système, mais les vibrations produites par l'écoulement sont aussi une source potentielle de dégâts. Ce type de vibrations apparaît notamment sur les ailes d'avions, dans les faisceaux de tubes cylindriques tels que ceux rencontrés dans les générateurs de vapeur nucléaires, ou encore sur les câbles d'amarrage des plates-formes pétrolières en mer.
Dans ce cas, les vibrations altèrent l'intégrité des structures et doivent pouvoir être prédites afin d'éviter l'usure accélérée du système par fatigue du matériau, voire sa destruction lorsque les vibrations dépassent un certain seuil. C'est en effet à la suite du couplage entre le vent et la structure déformable du tablier que le pont du détroit de Tacoma s'est effondré le 7 novembre 1940.

## Simulation numérique de l'interaction
La prédiction des phénomènes d'instabilité provoqués par le couplage entre le fluide et la structure est donc d'une importance capitale car ceux-ci limitent dans de nombreux cas la plage de fonctionnement des systèmes. Dans le passé, fluides et solides étaient traités séparément et seule l'action du fluide sur le solide était par exemple prise en compte. Ce type de prédiction s'est révélé être dans de nombreux cas insuffisant, et à l'heure actuelle, on cherche à modéliser la boucle complète d'interaction entre les deux milieux. Les simulations numériques effectuées reposent la plupart du temps sur une modélisation simplifiée de l'un des deux milieux, ou font appel à des procédures de couplage spécifiques qui permettent de faire fonctionner ensemble les codes de calcul spécialement développés pour le fluide d'un côté et la structure de l'autre.
On distingue donc généralement trois types d'approches pour modéliser le couplage :
- l'approche simplifiée consiste à essayer de découpler les équations de chaque milieu en exprimant un système en fonction de l’autre. Dans certains cas, il est possible de trouver une expression analytique représentant l’action d’un système sur l’autre. Ainsi, les forces aérodynamiques s'exerçant sur un profil d'aile peuvent sous certaines hypothèses simplificatrices être exprimées en fonction de la déformation du profil. Cette pratique a été couramment employée, notamment pour comprendre le flottement des ailes d'avion.
- l'approche décalée ou partitionnée permet de résoudre à l'aide de codes de calculs dédiés la physique du fluide d'une part et du solide d'autre part. Pour chaque milieu, un code de calcul spécifique est utilisé et la difficulté consiste à faire transiter l'information d'un code à l'autre. Par ailleurs, les codes ne fonctionnent pas simultanément mais successivement, ce qui introduit une erreur numérique supplémentaire qui peut être fatidique pour la simulation.
- l'approche monolithique représente théoriquement la solution optimale puisque le fluide et le solide sont traités par un même code de calcul. Toutefois, lorsque les géométries ou la physique du problème à traiter deviennent complexes ce type de méthode n'est plus envisageable puisque chaque milieu (fluide ou solide) nécessite des procédures de calcul numérique spécifiques.

Vibrations induites par l'écoulement autour d'un cylindre (A. Placzek, J.F. Sigrist, A. Hamdouni, Numerical Simulation of an Oscillating Cylinder in a Cross-Flow at Low Reynolds Number : Forced and Free Oscillations, Computers & Fluids, 2008).

Chaque méthode présente des avantages et des inconvénients, mais dans la pratique, l'approche décalée est la plupart du temps utilisée. En effet, l'approche simplifiée est insuffisante dans la majorité des cas puisque la rétroaction d'un milieu sur l'autre est mal prise en compte. Le dernier type d'approche est en général peu envisageable pour traiter des configurations complexes, d'autant plus que le formalisme employé pour modéliser fluides et solides diffère généralement : la formulation lagrangienne est préférentiellement employée pour décrire les solides, tandis que les fluides sont plutôt traités dans une approche eulérienne. L'approche décalée constitue donc une bonne alternative, d'autant plus qu'elle permet de réutiliser les procédures de calcul spécifiques à chaque milieu. La difficulté réside dans le traitement de l'interaction qui nécessite de développer des algorithmes de couplage performants.
La simulation numérique permet donc de représenter des phénomènes physiques complexes induits par les phénomènes d'interaction. Par exemple, un cylindre flexible est mis en mouvement par le détachement périodique de vortex dans son sillage (allées de Von Karman) : l'émission des vortex provoque des forces aérodynamiques fluctuantes, qui mettent le cylindre en mouvement et entretiennent les oscillations.